# The Entire Population of Hackney
The Entire Population of Hackney var en grupp bestående av de två medlemmarna Adrian Smith och Nicko McBrain i den brittiska heavy metalgruppen Iron Maiden. Gruppen bestod även av medlemmar ifrån Adrian Smiths gamla band Urchin, Dave Colwell och Andy Barnett. Gruppen kom till efter att Iron Maiden gjort den gigantiska World Slavery Tour mellan augusti 1984 och juni 1985. De hade då spelat i 28 länder och gjort 322 framträdanden. Bandet gjort alltså minst 5 framträdanden i veckan. Detta höll att ta knäcken på dem så de bestämde sig för att ta ledigt innan man började på den nya skivan, Somewhere in Time. Pausen var tänkt att bli i ett halvår, som snabbt krympte till fyra månader. Under dessa fyra månader blev trummisen i bandet, Nicko McBrain så trött på att inte ha något att göra så han hyrde en liten studio för att börja jamma i den. Han tröttnade snabbt att spela själv och gitarristen Adrian Smith kom för att jamma med honom. Han tog snart in sina gamla bandmedlemmar i Urchin, Dave Colwell och Andy Barnett. Dessa satte igång att spela och snart började de även skriva låtar. De använde mest Adrian på sång då. Gruppen skrev ett flertal låtar som även hamnade på Iron Maidens B-sidor till singlar. Reach Out som skrevs av Adrian Smith och Dave Colwell dök upp på singeln Wasted Years och låtarna That Girl och Juanita hamnade på singeln Stranger in a Strange Land. Dessa låtarna sjöng Bruce Dickinson, sångaren i Iron Maiden.

## Framträdanden
Gruppen hade även ett känt framträdande. Den 19 december, 1985 framträdde The Entire Population of Hackney på Marquee Club i London. Banduppsättningen var den kvällen:
- Adrian Smith - sång och gitarr
- Nicko McBrain - trummor
- Andy Barnett - bas
- David Caldwell - gitarr
- Richard Young - keyboard

Bruce Dickinson sjöng de tre sista låtarna de spelade. Låtlistan bestod av både covers av olika grupper som Bruce Springsteen och Alice Cooper, låtar som The Entire Population of Hackney själva hade skrivit och några Iron Maiden-låtar. Spelningen kom även ut som bootleg. 

### Låtlista
1. Juanita
2. See Right Through You
3. Reach Out
4. Chevrolet
5. Lady
6. Silver and Gold
7. That Girl
8. Fighting Man
9. School Days
10. She's Gone
11. Try
12. Losfer Words
13. 2 Minutes to Midnight
14. Rosalie
15. Tush

## Källförteckning och litteraturhänvisning
- Wall, Mick, Run to the hills: den officiella biografin om Iron Maiden. Göteborg: Reverb 2005. ISBN 91-975684-0-6